# Qianosuchus
Qianosuchus is een geslacht van uitgestorven reptielen. Qianosuchus werd ongeveer twee meter lang. Net als de krokodillen behoort Qianosuchus tot de Archosauria. Qianosuchus was net als krokodillen een zwemmer en leek zowel qua uiterlijk en levenswijze in sommige opzichten op een kleine krokodil. De Qianosuchus is lastig te plaatsen omdat hij kenmerken bezit van verschillende groepen archosauriërs. De vrij lange nek en de kleine overbeet heeft hij gemeen met de Proterosuchidae, maar hij heeft ook enkele kenmerken van meer geavanceerde archosauriërs. De kop komt in vorm overeen met die van de andere archosauriër Turfanosuchus. Net als Qianosuchus is Turfanosuchus lastig te plaatsen. Het is mogelijk dat deze twee dieren verwant zijn.

## Ecologie
Qianosuchus leefde in het midden-Trias in China samen met andere waterdieren zoals de vroege schildpad Odontochelys, de prolacertiform Dinocephalosaurus en een dier met de naam Hupehsuchus, een mogelijke verwant van de ichthyosauriërs. Om hen heen begonnen zich ook de eerste echte ichthyosauriërs zoals Mixosaurus en vroege nothosauriërs zoals Keichousaurus te ontwikkelen. Op het land leefden andere archosauriërs zoals de erythrosuchiër Shansisuchus, de carnivore archosauriër Turfanosuchus en de herbivoor Lotosaurus. Ook waren er de dicynodonten met vormen als Parakannemeyeria en Sinokannemeyeria.